# Maltees

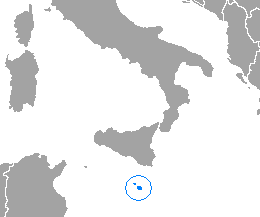
Verspreidingsgebied van het Maltees

Maltees (Malti) is de taal die op Malta wordt gesproken. Maltees is de enige Semitische taal die in het Latijns alfabet geschreven wordt. Naast de standaardletters in het Latijns alfabet, bevat het Maltese alfabet extra diakritische tekens.
Het Maltees is ontstaan uit het Arabisch nadat de Arabieren Malta in 870 veroverden. Malta heeft na de Arabische overheersing nog vele andere veroveraars gekend. De talen van deze veroveraars hebben allemaal invloed gehad op het Maltees, waardoor het Maltees ook veel Italiaanse, Siciliaanse en Engelse leenwoorden kent.
Het Maltees wordt in artikel 5 van de Maltese grondwet aangewezen als de nationale taal van Malta. Daarnaast is ook het Engels een officiële taal in Malta. Het Maltees is sinds 1 mei 2004 een van de officiële werktalen binnen de Europese Unie.
"De Nationale Raad voor de Maltese Taal" (Maltees: Il-Kunsill Nazzjonali tal-Ilsien Malti) is het instituut dat van overheidswege verantwoordelijk is gesteld voor de spelling en promotie van het Maltees (vergelijkbaar met de Nederlandse Taalunie). Dit gebeurde door middel van de Maltese taalwet (hoofdstuk 470 van de Maltese wet), die werd aangenomen in 2005.

## Geschiedenis
De oorsprong van de Maltese taal gaat waarschijnlijk terug op de komst, in de vroege elfde eeuw, van kolonisten uit het naburige Sicilië, waar Siculo-Arabisch gesproken werd sinds de Fatimiden het eiland aan het eind van de negende eeuw veroverd hadden. Deze bewering wordt gesterkt door genetisch onderzoek, dat aantoont dat de huidige Maltezers een gelijkaardig genetisch profiel hebben aan dat van Siciliërs en Calabriërs, met slechts een geringe inbreng uit Noord-Afrika en de Levant.
De Normandische verovering van 1090, gevolgd door de verdrijving van de moslims (volledig tegen 1249), leidde ertoe dat de volkstaal van Malta definitief geïsoleerd geraakte van zijn Arabische bron en dat ze zich zo tot een afzonderlijke taal kon ontwikkelen. In tegenstelling tot wat gebeurde in Sicilië (waar het Siculo-Arabisch uitstierf), bleef de Arabische volkstaal zich op Malta naast het Siciliaans en Italiaans ontwikkelen, tot het in 1934 de officiële landstaal werd (naast het Engels).

## Alfabet
Het Maltese alfabet bestaat uit 30 letters: 24 medeklinkers en 6 klinkers. De medeklinker "għ" en de klinker "ie" worden met twee tekens geschreven, maar als één letter beschouwd.
| Hoofdletters                                             | Hoofdletters | Hoofdletters | Hoofdletters | Hoofdletters | Hoofdletters | Hoofdletters | Hoofdletters | Hoofdletters | Hoofdletters | Hoofdletters | Hoofdletters | Hoofdletters | Hoofdletters | Hoofdletters | Hoofdletters | Hoofdletters | Hoofdletters | Hoofdletters | Hoofdletters | Hoofdletters | Hoofdletters | Hoofdletters | Hoofdletters | Hoofdletters | Hoofdletters | Hoofdletters | Hoofdletters | Hoofdletters | Hoofdletters |
| -------------------------------------------------------- | ------------ | ------------ | ------------ | ------------ | ------------ | ------------ | ------------ | ------------ | ------------ | ------------ | ------------ | ------------ | ------------ | ------------ | ------------ | ------------ | ------------ | ------------ | ------------ | ------------ | ------------ | ------------ | ------------ | ------------ | ------------ | ------------ | ------------ | ------------ | ------------ |
| A                                                        | B            | Ċ            | D            | E            | F            | Ġ            | G            | Għ           | H            | Ħ            | I            | IE           | J            | K            | L            | M            | N            | O            | P            | Q            | R            | S            | T            | U            | V            | W            | X            | Z            | Ż            |
| Kleine letters                                           |              |              |              |              |              |              |              |              |              |              |              |              |              |              |              |              |              |              |              |              |              |              |              |              |              |              |              |              |              |
| a                                                        | b            | ċ            | d            | e            | f            | ġ            | g            | għ           | h            | ħ            | i            | ie           | j            | k            | l            | m            | n            | o            | p            | q            | r            | s            | t            | u            | v            | w            | x            | z            | ż            |
| Naam                                                     |              |              |              |              |              |              |              |              |              |              |              |              |              |              |              |              |              |              |              |              |              |              |              |              |              |              |              |              |              |
| a                                                        | be           | ċe           | de           | e            | effe         | ġe           | ge           | ajn          | akka         | ħe           | i            | ie           | je           | ke           | elle         | emme         | enne         | o            | pe           | qe           | erre         | esse         | te           | u            | ve           | we           | exxe         | ze           | że           |
| Uitspraak (volgens het Internationaal Fonetisch Alfabet) |              |              |              |              |              |              |              |              |              |              |              |              |              |              |              |              |              |              |              |              |              |              |              |              |              |              |              |              |              |
| ɐ                                                        | b            | t͡ʃ           | d            | ɛ            | f            | d͡ʒ           | g            | ˤː, ħː       | h            | ħ            | ɪ            | iɛ, iː       | j            | k            | l            | m            | n            | ɔ            | p            | ʔ            | r            | s            | t            | ʊ            | v            | w            | ʃ, ʒ         | t͡s, d͡z       | z            |

Hoewel het Maltees duidelijk aansluit bij de Maghrebijnse dialecten van het Arabisch, heeft zich op Malta nooit een traditie in het Arabische schrift ontwikkeld. Integendeel, de Maltese taal heeft een heel eigen schrijftraditie opgebouwd in het Latijnse schrift. Het gebruik van het Latijnse alfabet wordt vereenvoudigd doordat het Maltese klanksysteem sterk beïnvloed is door Europese talen zoals het Siciliaans.
Het Maltees heeft veel van de oorspronkelijke Arabische medeklinkers, in het bijzonder de emfatische medeklinkers, laten samensmelten met andere medeklinkers die meer voorkomen in Europese talen. Zo zijn de oorspronkelijke Arabische fonemen /d/, /ð/ en /dˤ/ samengesmolten tot de Maltese /d/. De klinkers daarentegen zijn van een driefonemensysteem, zoals in het Arabisch (/a i u/), naar een meer Europees vijffonemensysteem (/a ɛ i o u/) geëvolueerd.

## Woordenschat
Hoewel het Maltees in beginsel een Arabische taal is, is de woordenschat sterk beïnvloed door het Italiaans, en met name door het Siciliaanse dialect (doorgaans als een aparte taal beschouwd). Recent zijn ook talrijke Engelse leenwoorden in de taal binnengekomen. Een analyse van de 41.000 woorden in het Maltese-English Dictionary van Aquilina geeft de volgende verdeling:
- 52% Italiaans of Siciliaans;
- 32% Siculo-Arabisch (d.i. het Arabische dialect dat vroeger op Sicilië gesproken werd);
- 6% Engels;
- 10% andere talen (bijvoorbeeld Frans).

Onderstaande tabel geeft enkele voorbeelden van Maltese woorden met hun oorsprong. De fonetische transcriptie geeft de uitspraak in het Modern Standaardarabisch en het Standaarditaliaans weer.
| Woord in het Maltees | Woord in het Maltees | Nederlandse vertaling | Oorsprong van het woord | Oorsprong van het woord | Oorsprong van het woord | Oorsprong van het woord |
| Woord in het Maltees | Woord in het Maltees | Nederlandse vertaling | Arabisch                | Arabisch                | Italiaans               | Italiaans               |
| -------------------- | -------------------- | --------------------- | ----------------------- | ----------------------- | ----------------------- | ----------------------- |
| belt                 | /bɛlt/               | "stad"                | بَلَد                     | /bælæd/                 | —                       | —                       |
| frotta               | /frɔtːɐ/             | "vrucht"              | —                       | —                       | frutta                  | /frutːa/                |
| griż                 | /grɪs/               | "grijs"               | —                       | —                       | grigio                  | /griːdʒo/               |
| ħobż                 | /ħɔps/               | "brood"               | خُبْز                     | /χʊbz/                  | —                       | —                       |
| lvant                | /lvɐnt/              | "oosten"              | —                       | —                       | levante                 | /levante/               |
| sliem                | /sliːm/              | "vrede"               | سَلَام                    | /sælæːm/                | —                       | —                       |
| qalb                 | /ʔɐlp/               | "hart"                | قَلْب                     | /qɑlb/                  | —                       | —                       |

De bovenstaande verdeling is echter bedrieglijk, aangezien woorden die basisconcepten en -ideeën uitdrukken, zoals raġel ("man", van رَاجِل /ˈrɑːdʒɪl/), mara ("vrouw", van اِمْرَأَة /ʔɪmˈrɑʔæ/), tifel ("jongen", van طِفْل /tˤɪfl/), dar ("huis", van دَار /dæːr/) of xemx ("zon", van شَمْس /ʃæms/), doorgaans van Arabische oorsprong zijn. Bijgevolg zullen sprekers van Romaanse talen makkelijker complexe ideeën in het Maltees begrijpen (zoals "Ġeografikament, l-Ewropa hi parti tas-superkontinent ta' l-Ewrasja." — "Geografisch maakt Europa deel uit van het supercontinent Eurazië."), terwijl eenvoudige, alledaagse zinnen makkelijker begrijpelijk zullen zijn voor sprekers van het Arabisch (zoals "Ir-raġel qiegħed fid-dar." — "De man is in het huis.").